# Bördelglocke

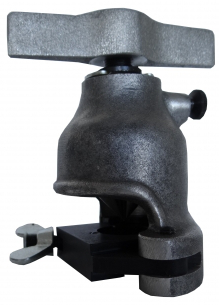
Bördelgerät

Eine Bördelglocke ist ein Spezialwerkzeug im Bereich der Kälte- und Klimaanlagen zum Bördeln von Kupferverbindungen an Klimageräten.

## Beschreibung
Für die abgebildete Bördelglocke sind metrische Spannbacken und Spannbacken in Zollgrößen verfügbar. In der EU dürfen an Kälteanlagen oder
Wärmepumpen Bördelverbindungen in den Größen 6 mm bis 22 mm Kupferrohr hergestellt werden.
Um einen Bördel zu erstellen, wird eine Bördelmutter über das Rohr geschoben und anschließend das Rohr mit der passenden Spannbacke eingespannt. Im zweiten Schritt wird oben an der Glocke gedreht, so dass sich ein Konus in das Kupferrohr schraubt. Anschließend wird der rechte Stift an der Glocke gezogen und noch zwei bis drei Mal an der Glocke gedreht, um den Bördel zu glätten und somit eine saubere, glatte Verbindung herstellen können. Eine Bördelverbindung hält Betriebsdrücken bei Kältemitteln bis zu 40 Bar stand.